# Adama, mon kibboutz
Pour plus de détails, voir Fiche technique et Distribution.
Adama, mon kibboutz (Adama Meshuga'at) est un film israélien réalisé par Dror Shaul, sorti en 2006.

## Fiche technique
- Titre original : Adama Meshuga'at
- Titre français : Adama, mon kibboutz[1]
- Réalisation : Dror Shaul
- Scénario : Dror Shaul
- Pays d'origine : Israël
- Genre : drame
- Date de sortie : 
  - Israël : 21 septembre 2006
  - France : 16 décembre 2009

## Distribution
- Tomer Steinhof : Dvir
- Ronit Yudkevitz : Miri
- Shai Avivi : Avraham
- Pini Tavger : Eyal
- Gal Zaid : Shimshon
- Henri Garcin : Stephan
- Danielle Kitsis : Maya

## Récompenses
- Grand prix du jury du Festival de Sundance
- Ophir du meilleur film